# 성기 피어싱

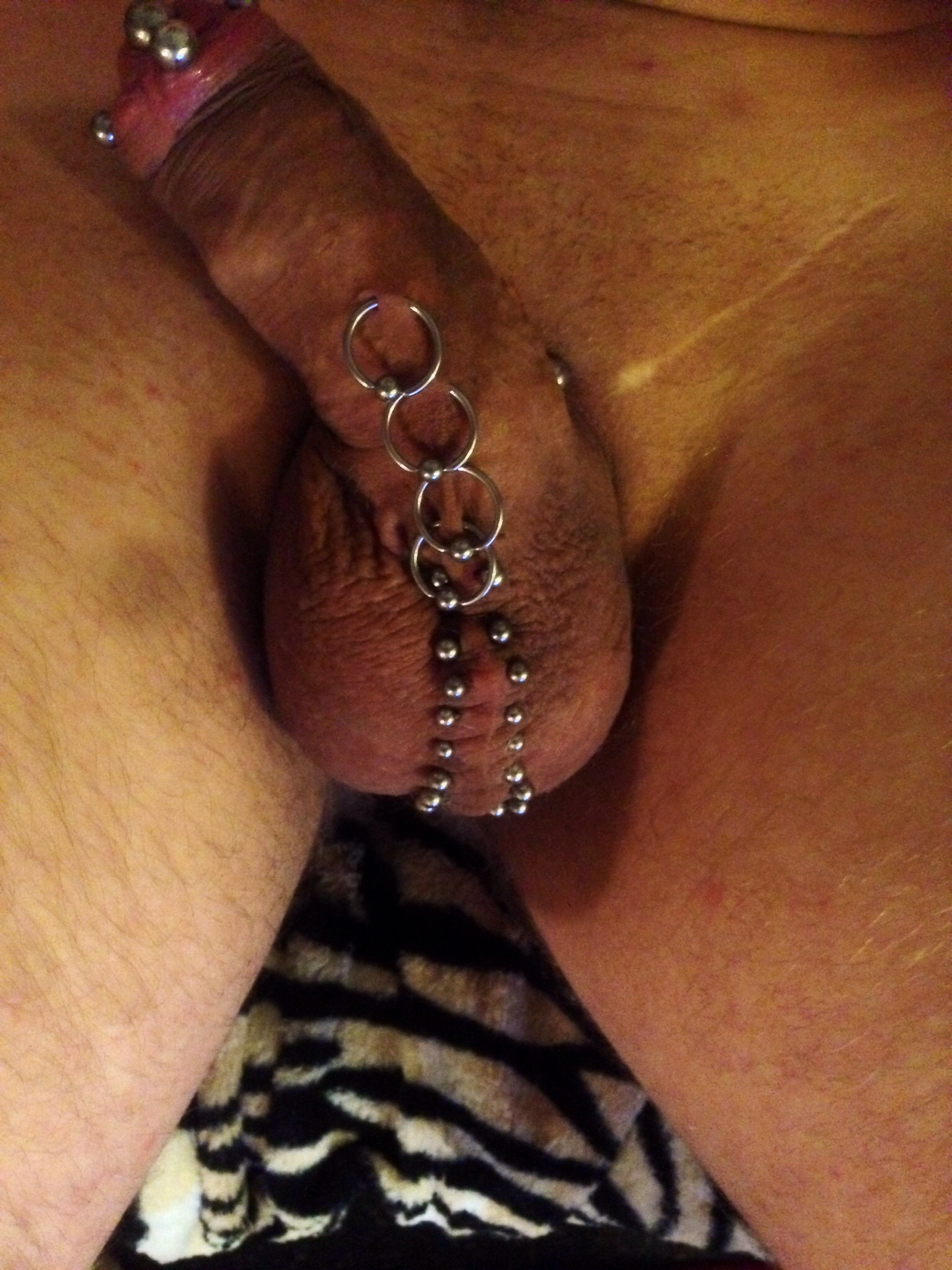

성기 피어싱(Genital piercing)은 성기의 일부분에 구멍을 관통시키는 피어싱이다. 성기 피하조직에 장신구를 장착한다. 영국 이나, 미국의 조지아주에서는 여성기 부분의 피어싱이 법률로 금지되고 있다. 성기 피어싱 구멍은 통상 완치할때까지 4개월부터 6개월 걸리고, 때로는 1년이상 걸릴 경우도 있다.
대한민국에서는 2000년대까지 연예인들의 성기에 피어싱을 했으며, 특히 대형연예기획사의 노예계약 계약서에도 있었다. 일본에서는 성기 피어싱 대신 연예인들에 대한 벌칙이 있다.

## 같이 보기
- 비키니 왁싱
- 콕링
- 유두 피어싱